# 学校法人物療学園
学校法人物療学園（がっこうほうじんぶつりょうがくえん）とは、大阪府堺市西区にある学校法人。

## 沿革
- 1933年 - 田中金造が物療学院（現大阪物療専門学校）を設立。
- 1985年 - 学校法人として発足。
- 2011年 - 大阪物療大学開学。

## 設置している学校
- 大阪物療専門学校
- 大阪物療大学